# ایگشتادت
ایگشتادت (به آلمانی: Wiesbaden-Igstadt) یک منطقهٔ مسکونی در آلمان است که در ویسبادن واقع شده‌است. ایگشتادت  ۲٬۱۰۳ نفر جمعیت دارد.